# Ptecticus briani
Ptecticus briani är en tvåvingeart som beskrevs av Mcfadden 1982. Ptecticus briani ingår i släktet Ptecticus och familjen vapenflugor. Inga underarter finns listade i Catalogue of Life.